# Quitzdorf am See
Quitzdorf am See és un municipi alemany que pertany a l'estat de Saxònia. El seu llac forma part de la Reserva de la Biosfera d'Oberlausitzer Heide- und Teichlandschaft.

## Districtes
- Hóršow (Horscha)
- Chołm (Kollm)
- Hóznica (Petershain)
- Sprjojcy (Sproitz)
- Kamjentna Wólšinka (Steinölsa)